# 桑上
桑上（くわかみ）は岡山県津山市にある地名。郵便番号は709-4624。

## 地理
倭文川が東西を流れる。北は桑下、神代、西は里公文、福田下、東は桑上、南は桑上、福田下と接する。

### 河川
- 倭文川

## 歴史

### 沿革
- 1889年6月1日 - 町村制施行に伴い、久米北条郡桑上村が同郡桑下村、戸脇村、福田上村、福田下村と合併し、倭文東村となる。桑上村は大字桑上となり、役場が置かれる。
- 1900年4月1日 - 久米北条郡が久米南条郡と合併し、久米郡となる。
- 1940年9月1日 - 久米郡倭文東村が倭文中村と合併し、倭文村となる
- 1955年1月1日 - 倭文村が大井町、久米村と合併し、久米町となる。
- 2005年2月28日　久米町が苫田郡加茂町・阿波村、勝田郡勝北町とともに津山市に編入される。

## 世帯数と人口
2021年（令和3年）1月1日現在の世帯数と人口は以下の通りである。
| 町丁 | 世帯数  | 人口 |
| ---- | ------- | ---- |
| 桑上 | 188世帯 | 84人 |

## 小・中学校の学区
市立小・中学校に通う場合、学区は以下の通りとなる。
| 番地 | 小学校             | 中学校             |
| ---- | ------------------ | ------------------ |
| 全域 | 津山市立秀実小学校 | 津山市立久米中学校 |

## 交通

### 道路
- 国道429号

※岡山県道455号小山桑上線は桑上の名前が付くが現在は桑上を通らない。

## 施設
- 津山市立秀実小学校
- 貴布弥神社

## 桑村
古くは桑上村、桑下村合わせて、桑村であった。現在も総称として郵便局名などに使われている。